# Аженкур
Аженкур (фр. Agincourt) насеље је и општина у североисточној Француској у региону Лорена, у департману Мерт и Мозел која припада префектури Нанси.
По подацима из 2011. године у општини је живело 430 становника, а густина насељености је износила 103,12 становника/km². Општина се простире на површини од 4,17 km². Налази се на средњој надморској висини од 225 метара (максималној 322 m, а минималној 204 m).

## Демографија
| 1962. | 1968. | 1975. | 1982. | 1990. | 1999. | 2011. |
| ----- | ----- | ----- | ----- | ----- | ----- | ----- |
| 252   | 276   | 310   | 358   | 412   | 399   | 430   |

График промене броја становника у току последњих година